# Zwarte Cross

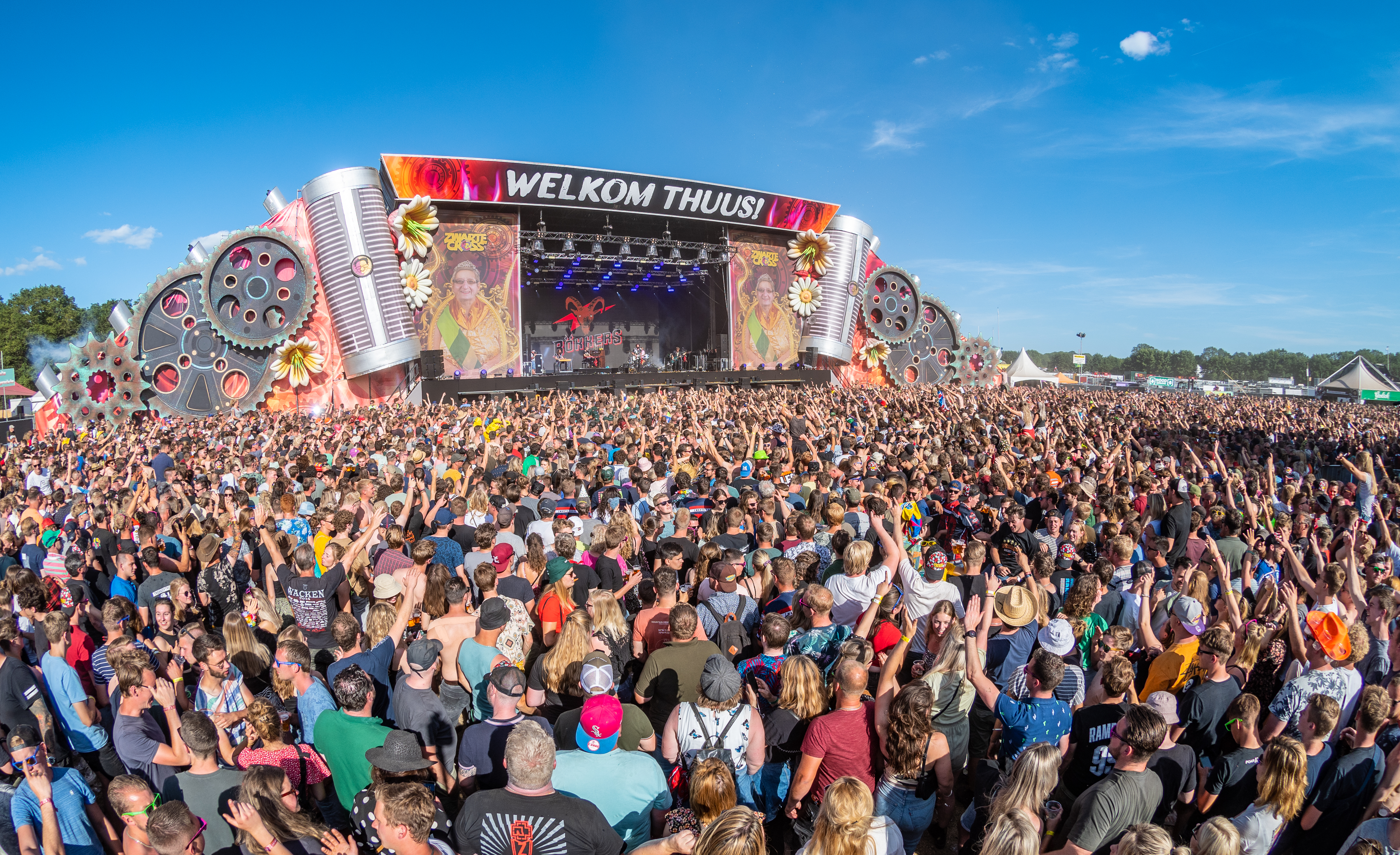
Main stage, 2022.

Lo Zwarte Cross (letteralmente dall'olandese Croce nera) è il più grande festival musicale a pagamento dei Paesi Bassi, oltre che il più grande evento motociclistico al mondo. Il festival, infatti, è una combinazione di eventi di motocross, musica, teatro e motociclismo acrobatico. La diciottesima edizione, nel 2014, ha accolto 185.276 visitatori.
Il nome del festival è un ulteriore collegamento al mondo del motociclismo, riferendosi alle gare illegali in moto degli anni '60.

## Storia

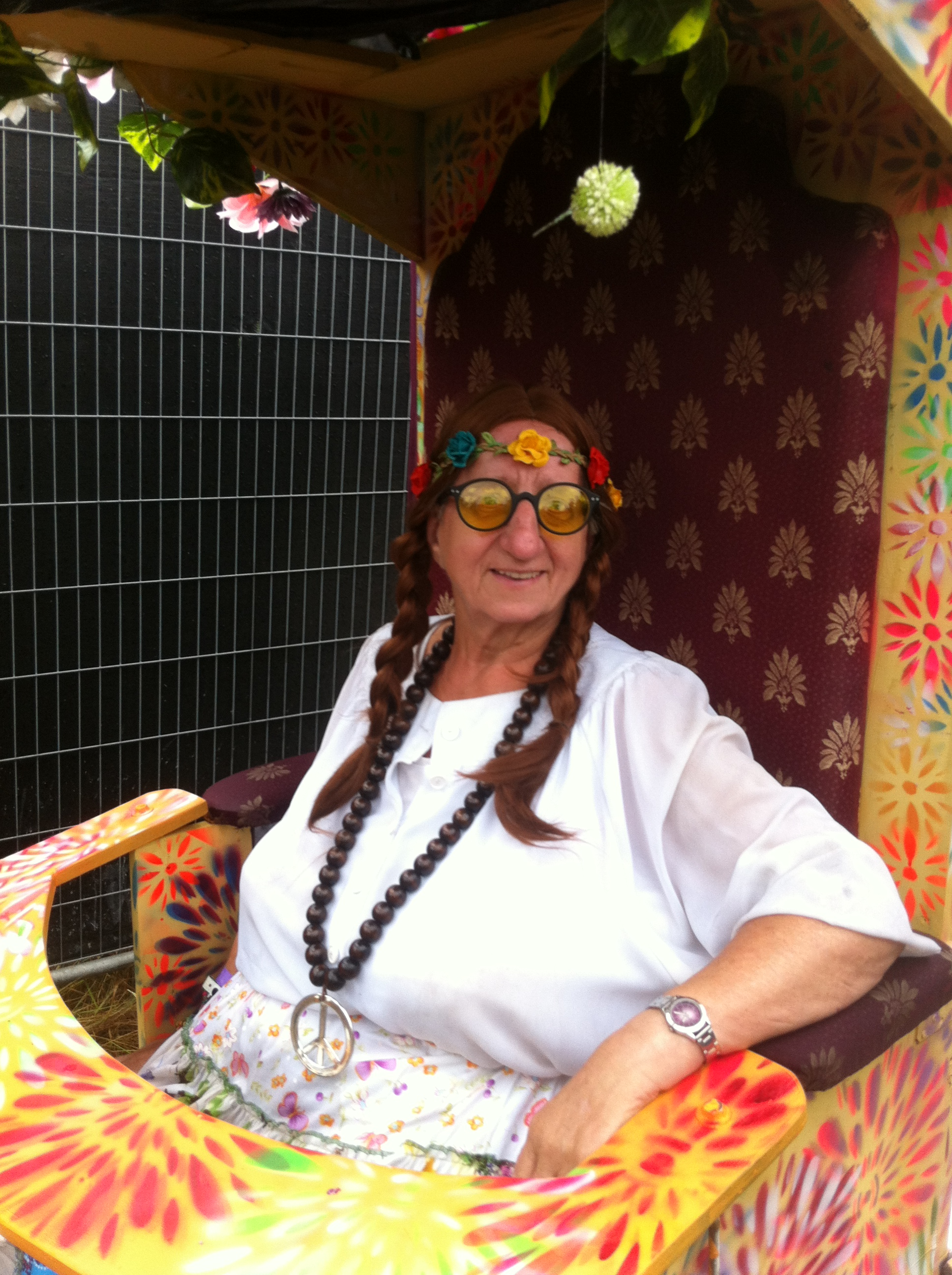
Tante Rikie

La prima edizione dello Zwarte Cross si è tenuta nel 1997, in qualità di festival di motocross aperto a chiunque volesse competere con una moto, un motorino o uno scooter. All'epoca vi furono 150 partecipanti alla gara e circa un migliaio di spettatori. La giornata fu conclusa da un concerto del gruppo rock organizzatore, gli Jovink en de Voederbietels.
Il festival si rivelò un successo, tanto che alla seconda edizione parteciparono 350 contendenti e circa 4000 visitatori. Tuttavia, a causa di un gran numero di incidenti, l'organizzazione decise di iniziare una cooperazione con un club di motocross professionale, l'HALMAC, basato nella città di Halle. Grazie a questa collaborazione, per la terza edizione fu organizzato un percorso ufficiale a premi.
Nel 2007, il festival si è spostato nella città di Lichtenvoorde.
La mascotte del festival, che dà anche l'immagine al logo ufficiale, è Rikie Nijman, madre del manager del gruppo musicale Jovink, André Nijman. La donna è popolarmente conosciuta con il nomignolo di "Tante Rikie", che vuol dire zia Rikie. In qualità di amministratrice ufficiosa, durante il festival viene trasportata su una portantina e salutata dal pubblico.
Durante l'edizione dello Zwarte Cross del 2010, il 12 luglio, una tempesta con fortissimi venti si è abbattuta sul festival, causando quattro feriti. I danni ammontarono a più di un milione di euro, con palchi e zona campeggio completamenti distrutti prima dell'inizio del festival stesso.

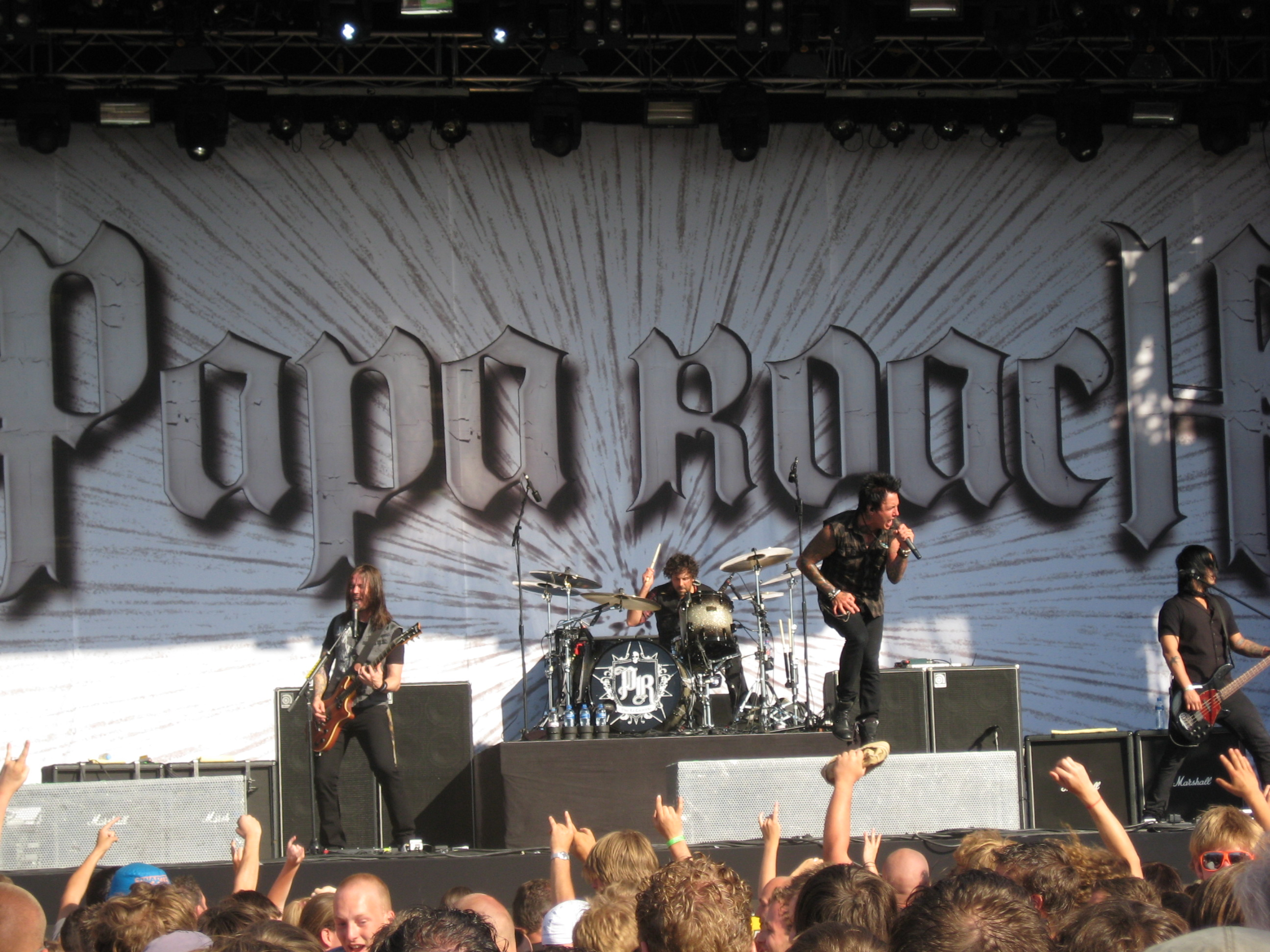
Papa Roach (Zwarte Cross 2010)
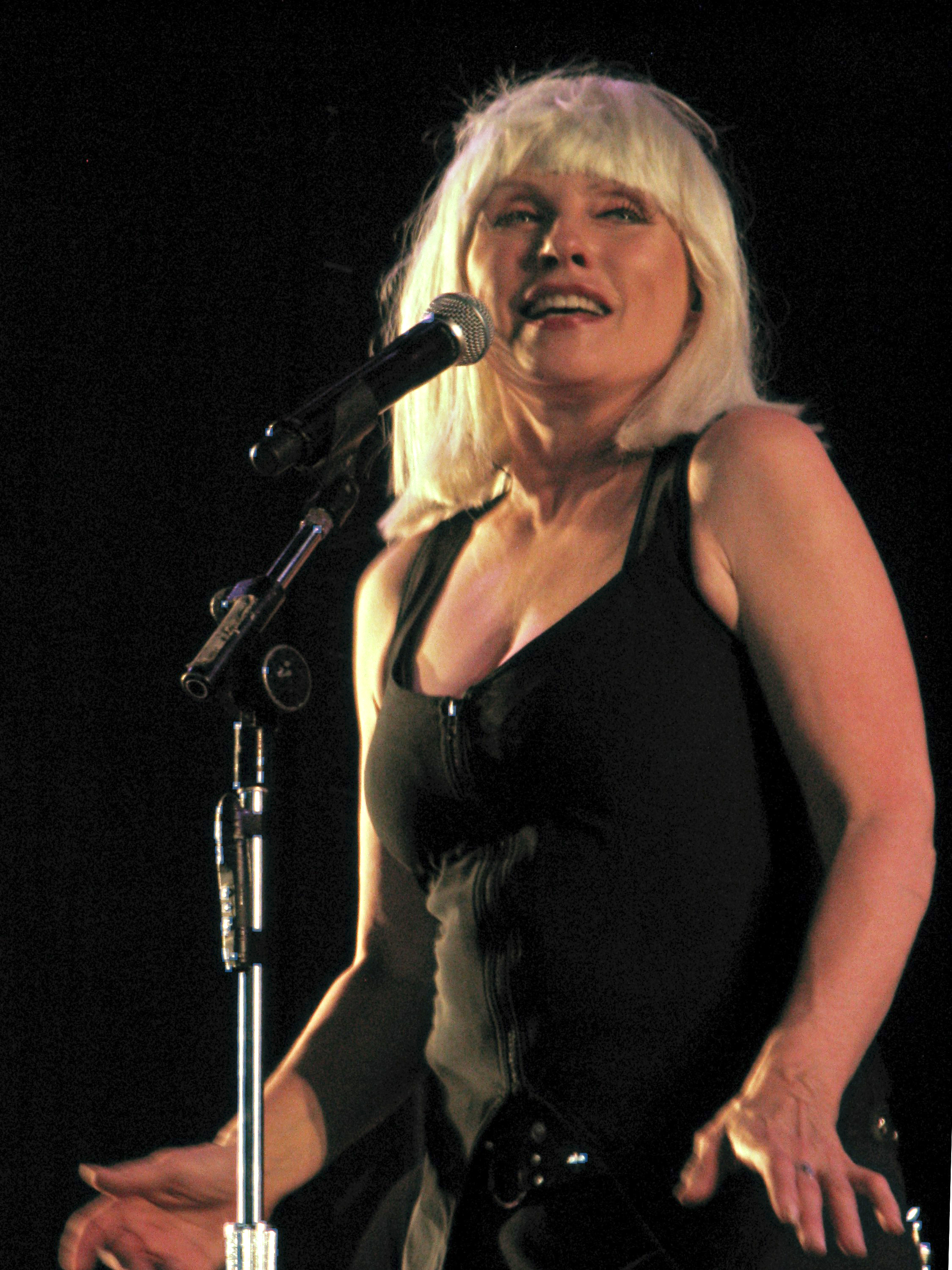
Blondie (2011)
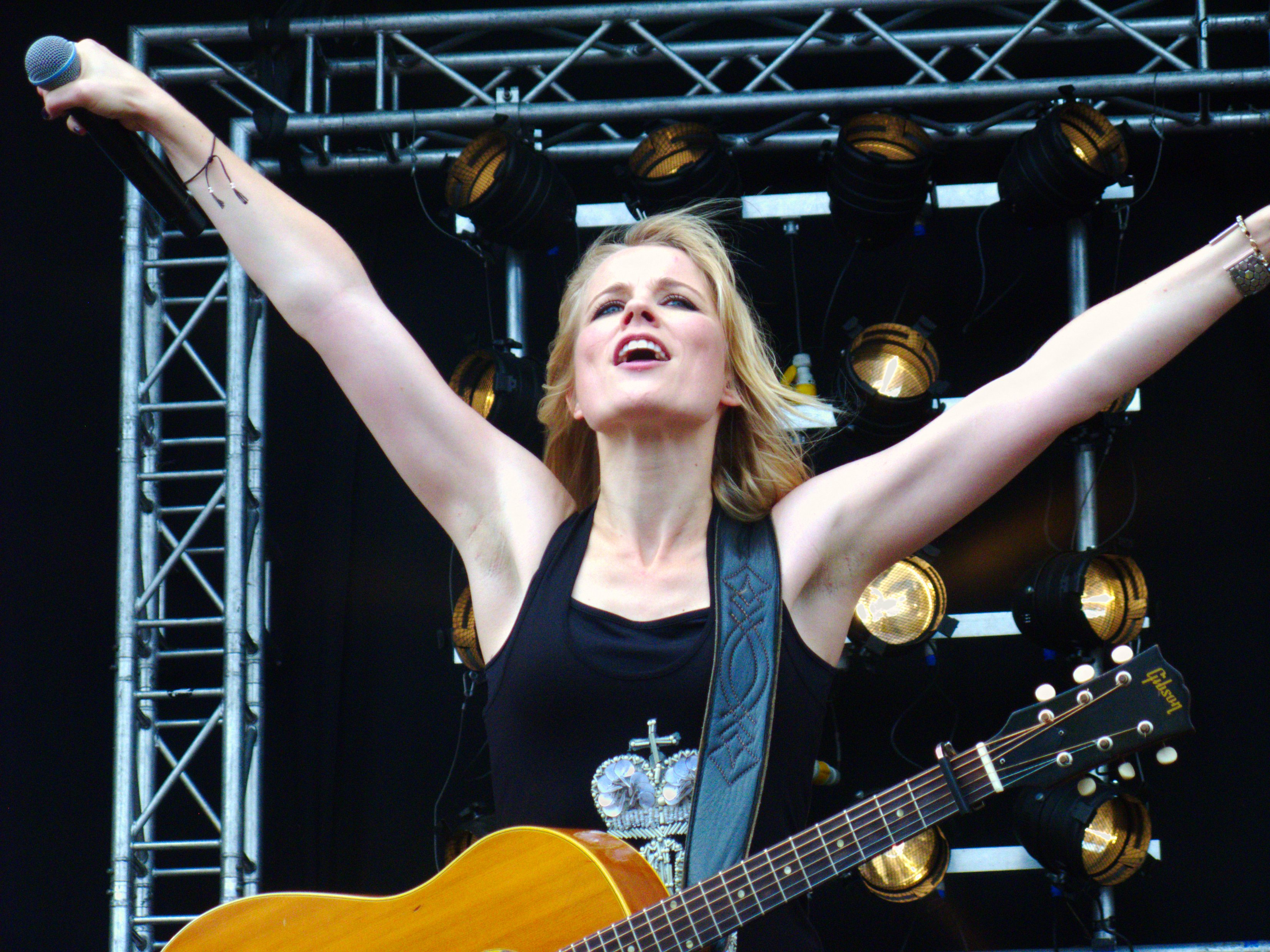
Ilse DeLange  (2011)
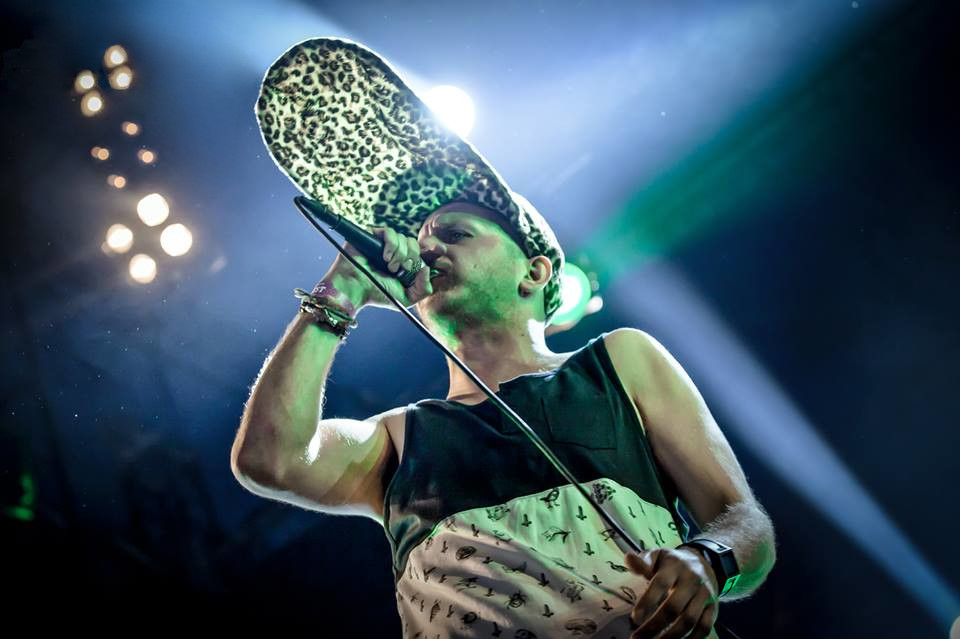
Jack Parow (2015)
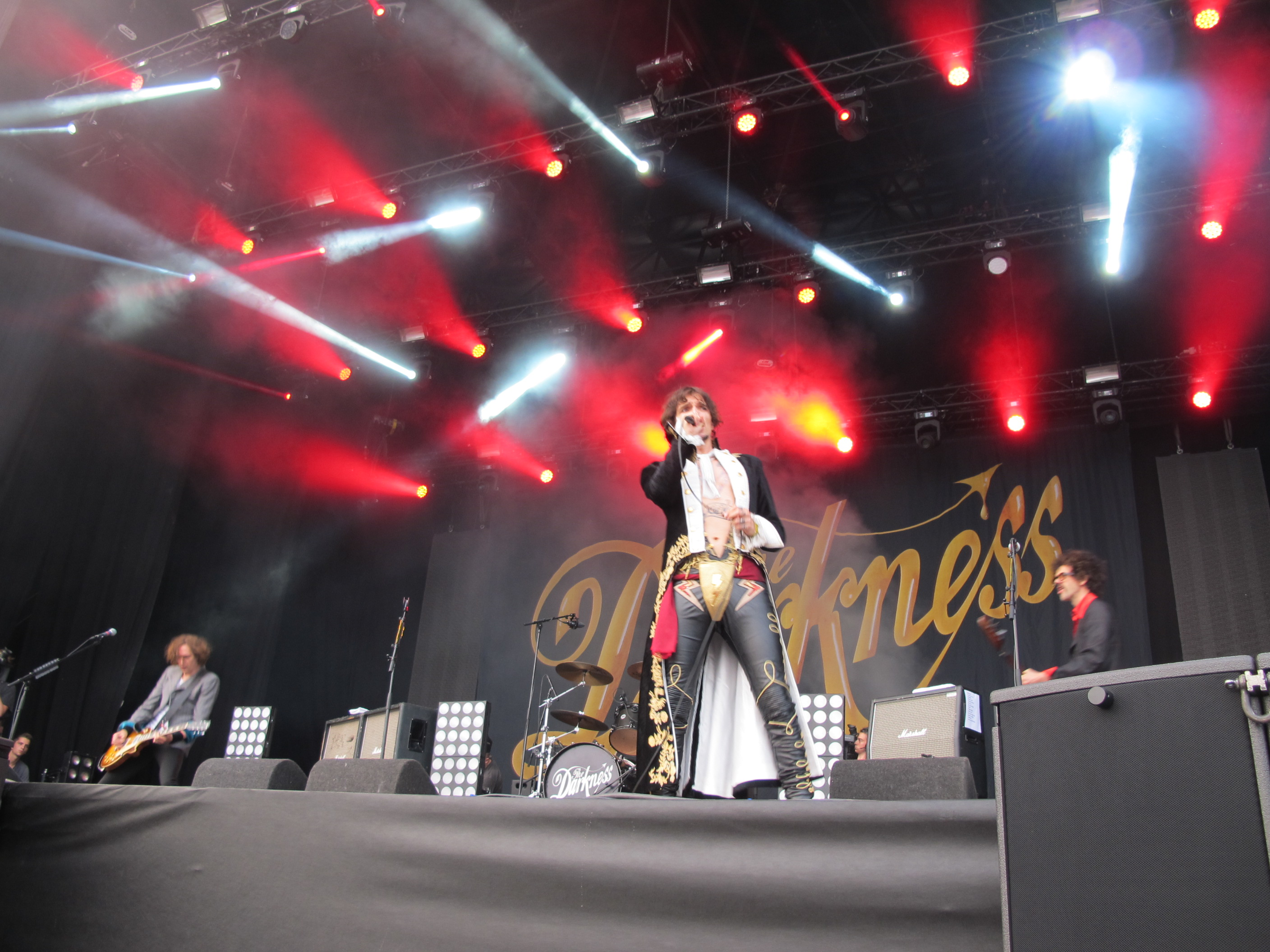
The Darkness (2016)
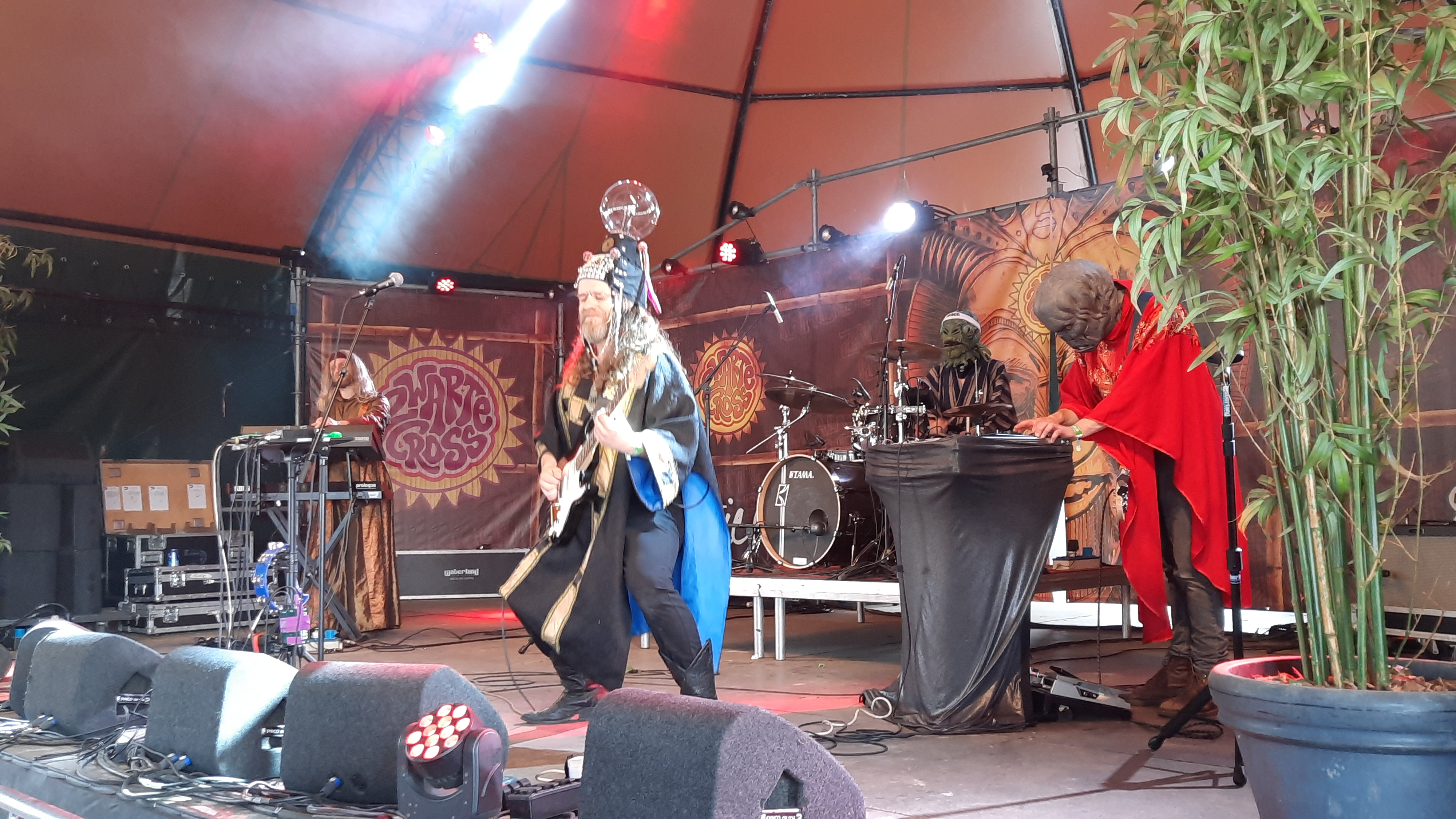
Henge(2022)